# Дуд
Дуд (рум. Dud) — село у повіті Арад в Румунії. Входить до складу комуни Тирнова.
Село розташоване на відстані 390 км на північний захід від Бухареста, 44 км на схід від Арада, 143 км на захід від Клуж-Напоки, 77 км на північний схід від Тімішоари.

## Населення
За даними перепису населення 2002 року у селі проживала 691 особа.
Національний склад населення села:
| Національність | Кількість осіб | Відсоток |
| -------------- | -------------- | -------- |
| румуни         | 431            | 62,4%    |
| українці       | 251            | 36,3%    |
| словаки        | 7              | 1,0%     |

Рідною мовою назвали:
| Мова       | Кількість осіб | Відсоток |
| ---------- | -------------- | -------- |
| румунська  | 564            | 81,6%    |
| українська | 125            | 18,1%    |